# 1915 في المغرب
تحتوي هذه المقالة على أهم الأحداث التي شهدتها المغرب في 1915، إضافة إلى أهم الشخصيات المغربية المولودة والمتوفية في هذه السنة.

## الحكم
- السلطان: يوسف بن الحسن
- الحكم للإدارة الفرنسية في المغرب الحماية الفرنسية على المغرب 1912 - 1956.

- منطقة شمال المغرب وقتها كانت تحت حكم اسبانيا.
- المغرب الحالي وقتها كان سلطنة وليس مملكة كان يحكمها سلطان وليس ملك. وكان يسمى بلاد مراكش وليس المغرب.

## الأحـداث
- 17 نوفمبر 1915 - اعتمد المغرب رسميا الراية الرسمية التي ابتكرها المقيم الفرنسي بالمغرب وهي راية تتكون من حقل باللون أحمر تتوسطه نجمة خماسية باللون الأخضر.
- في 1915 استمرار حرب زيان بين طرفي نزاع هما: فرنسا والاتحاد الكونفدرالي لقبائل البربر في المغرب منذ 1914 واستمرت حتى عام 1921. وجدير بالذكر أنه في عام 1912 وُضِعَت المغرب تحت وصاية فرنسية.
- افتتاح معرض الدار البيضاء 1915.
- 1915 هو التاريخ الذي عرف إصدار أول ظهير يُؤسس لنظام الحالة المدنية في المغرب.[1]

## مواليد
- أحمد الصفريوي كاتب مغربي.
- عبد الكريم بن ثابت شاعر مغربي.
- جرمان عياش، مؤرخ مغربي.

## الـمراجع
1. ↑  جريدة هيسبريس نسخة محفوظة 15 ديسمبر 2019 على موقع واي باك مشين.

## وصلات خارجية
- ا